# Claudia Panke
Claudia Almut Panke (* 22. Juni 1968  in Hechingen) ist eine deutsche Politikerin der Wählergemeinschaft Wülfrather Gruppe; sie war von 2009 bis 2020 Bürgermeisterin der Stadt Wülfrath.

## Qualifikation und beruflicher Werdegang
Claudia Panke legte 1987 ihr Abitur  am Gymnasium der Stadt Wülfrath ab und schloss 1990 in Wuppertal ein Fachhochschulstudium als Diplom-Verwaltungswirtin (FH) ab. Berufsbegleitend studierte sie bis 1996 Rechtswissenschaften an der Ruhr-Universität Bochum. Ihr anschließendes Referendariat absolvierte sie bis 1999 am Oberlandesgericht Düsseldorf. 2004 wurde sie an der Deutschen Hochschule für Verwaltungswissenschaften Speyer mit dem Thema „Privatisierungsfolgenmanagement im Personalbereich am Beispiel der Deutschen Bahn AG“ zum Dr. rer. publ. promoviert. Von 2001 bis 2009 war sie für die Deutsche Bahn AG tätig, zuletzt als Geschäftsführerin Personal der DB European Railservice GmbH.
Claudia Panke ist ledig, kinderlos und wohnt in Wülfrath.

### Bürgermeisterwahl 2009
Zur Kommunalwahl 2009 wurde sie von der erstmals antretenden Wülfrather Gruppe als Bürgermeisterkandidatin nominiert und setzte sich bei der äußerst knappen Wahl überraschend mit 26,96 % der Stimmen durch. Amtsinhaberin Barbara Lorenz-Allendorff kam auf 24,42 %, Thomas Görtz (CDU) auf 23,83 % und Manfred Hoffmann (SPD) auf 17,18 %. Aufgrund eines neuen NRW-Kommunalwahlgesetzes war erstmals keine Stichwahl notwendig, weshalb Panke mit der bundesweit niedrigsten Zustimmungsquote in das Amt gewählt wurde. In einem Interview nach der Wahl erklärte Panke, sie betrachte es als Herausforderung, sich in ihrer Amtszeit einen stärkeren Rückhalt zu erarbeiten.
Claudia Panke war die erste Person im Amt des Bürgermeisters von Wülfrath, die für eine Amtszeit von sechs Jahren gewählt wurde.

### Bürgermeisterwahl 2014
Claudia Panke hatte sich entschieden, ihre reguläre Amtszeit (eigentliches Ende August 2015) zu verkürzen, um eine Zusammenlegung mit der Ratswahl am 25. Mai 2014 zu ermöglichen und der Kommune damit Kosten zu sparen. Ihre Kandidatur wurde durch die Wülfrather CDU und FDP sowie die Wülfrather Gruppe (WG) unterstützt.  Die Wahl gewann Panke mit 69,49 % der Wählerstimmen bereits im ersten Wahlgang; ihre Konkurrenten Axel C. Welp (SPD) und Jörn Leunert (Die Grünen) bekamen 22,07 % bzw. 8,44 % der 9507 abgegebenen Stimmen. Die Wahlbeteiligung lag bei 54,72 %.
Die zweite Amtszeit von Claudia Panke als Bürgermeisterin von Wülfrath endete im September 2020.

## Veröffentlichungen
- Horst Panke/Claudia A. Panke: Sozialhilfe und Pflegeversicherung, In: Friedrich-Ebert-Stiftung (Hrsg.): Kommunalpolitische Texte, 3. Auflage, Band 9, Bonn 1995, ISBN 3-86077-375-5
- Claudia A. Panke: Privatisierungsfolgenmanagement im Personalbereich am Beispiel der Deutsche Bahn AG, In: Hochschulschriftenreihe der Deutschen Hochschule für Verwaltungswissenschaften Speyer, Duncker & Humblot Verlag, Berlin 2005, ISBN 3-428-11709-3